# Trochoideus americanus
Trochoideus americanus är en skalbaggsart som beskrevs av Jean Baptiste Lucien Buquet 1840. Trochoideus americanus ingår i släktet Trochoideus och familjen svampbaggar. Inga underarter finns listade i Catalogue of Life.